# Dürnstein in der Steiermark
Dürnstein in der Steiermark est une ancienne commune autrichienne du district de Murau en Styrie.